# Nikki Sixx
Nikki Sixx (* jako Frank Carlton Serafino Feranna, Jr.; 11. prosince 1958, San José, Kalifornie, USA) je americký hudebník, baskytarista, fotograf, zakladatel glam-heavymetalové skupiny Mötley Crüe a hardrockové skupiny Sixx:A.M., kterou založil v roce 2007 jako vedlejší projekt.

## Život
Narodil se 11. prosince roku 1958 v 7.11 ráno v San Jose ve státě Kalifornie. Byl vychováván matkou Deanou Richards (která bývala v 50. letech zpěvačkou), protože od jeho otce Franka jeho matka odešla, když bylo Nikkimu 10 měsíců. Nikkiho matka se výchovy moc dobře neujala, šla s ním bydlet k rodičům a jelikož její zálety a krátké známosti s pochybnými muži pro ni byly zajímavější, Nikkiho vychovávali spíše jeho prarodiče - babička Nona se svým 2. manželem Tomem. O Nikkiho otci jeho matka pět let nic nevěděla. Otec se ukázal a chtěl vidět Nikkiho jen proto, že se svou novou přítelkyní se chtěl oženit a mít děti a chtěl vidět, co z Nikkiho vyrostlo.
Nikki je pravým jménem Frank Feranna (po svém otci), které si v šestnácti letech změnil, aby svého otce ze svého života odškrtnul.
V roce 1981 společně s Tommy Leem založil skupinu Mötley Crüe, záhy se k nim přidal ještě kytarista Mick Mars a zpěvák Vince Neil.

## Diskografie

### Mötley Crüe
- Too Fast For Love – 1981
- Shout at the Devil – 1983
- Theatre of Pain – 1985
- Girls, Girls, Girls – 1987
- Dr. Feelgood – 1989
- Mötley Crüe – 1994
- EP Quaternary – 1994
- Generation Swine – 1997
- New Tattoo – 2000
- Saints of Los Angeles – 2004

### 58
- Diet for a New America – 2000

### Brides of Destruction
- Here Come the Brides – 2004
- Runaway Brides – 2005

### Sixx:A.M.
- The Heroin Diares Soundtrack – 2007
- EP X-Mas in Hell – 2008
- EP Live Is Beautiful – 2008
- This Is Gonna Hurt – 2011
- EP 7 – 2011
- Modern Vintage – 2014
- Prayers for the Damned,Vol.1 – 2016
- Prayers for the Blessed,Vol.2 – 2016